# Milt Franklyn
Milt Franklyn est un compositeur américain, né le 16 septembre 1897 à New York (États-Unis), mort le 24 avril 1962 à Hollywood (Californie).

## Filmographie
- 1942 : Un patient impatient (The Impatient Patient) de Norman McCabe
- 1943 : Coal Black and de Sebben Dwarfs
- 1944 : Snafuperman
- 1946 : Revue littéraire (Book Revue)
- 1947 : Un volontaire pour les œufs de Pâques (Easter Yeggs)
- 1954 : Bugsy et les Bandits (Bugs and Thugs)
- 1954 : Devil May Hare
- 1954 : By Word of Mouse
- 1954 : Le Vendeur masqué (My Little Duckaroo)
- 1954 : Sheep Ahoy
- 1954 : Bébé la terreur (Baby Buggy Bunny)
- 1955 : Pizzicato Pussycat
- 1955 : A Hitch in Time
- 1955 : Feather Dusted
- 1955 : Pests for Guests
- 1955 : Stork Naked
- 1955 : Lighthouse Mouse
- 1955 : Sahara Hare
- 1955 : The Hole Idea
- 1955 : Hare Brush
- 1955 : Past Perfumance
- 1955 : Tweety's Circus
- 1955 : Rabbit Rampage
- 1955 : Lumber Jerks
- 1955 : This Is a Life?
- 1955 : Double or Mutton
- 1955 : A Kiddies Kitty
- 1955 : Tel est pris qui croyait prendre (Dime to Retire)
- 1955 : Knight-Mare Hare
- 1955 : Two Scent's Worth
- 1955 : Red Riding Hoodwinked
- 1955 : Roman Legion-Hare
- 1955 : Heir-Conditioned
- 1956 : 90 Day Wondering
- 1956 : Bugs' Bonnets
- 1956 : Too Hop to Handle
- 1956 : Weasel Stop
- 1956 : Rocket Squad
- 1956 : Stupor Duck
- 1956 : Tweet and Sour
- 1956 : Heaven Scent
- 1956 : Mixed Master
- 1956 : Rabbitson Crusoe
- 1956 : Gee Whiz-z-z-z-z-z-z
- 1956 : Tree Cornered Tweety
- 1956 : Tugboat Granny
- 1956 : Rocket-bye Baby
- 1956 : Élémentaire, mon cher (Deduce, You Say)
- 1956 : Yankee Dood It
- 1956 : Two Crows from Tacos
- 1956 : The Honey-Mousers
- 1956 : To Hare Is Human
- 1957 : Drafty, Isn't It?
- 1957 : Tweet Zoo
- 1957 : Scrambled Aches
- 1957 : Go Fly a Kit
- 1957 : Bedevilled Rabbit
- 1957 : Rêveur invétéré (Boyhood Daze)
- 1957 : Cheese It, the Cat!
- 1957 : Fox-Terror
- 1957 : Tweety and the Beanstalk
- 1957 : Piker's Peak
- 1957 : Steal Wool
- 1957 : Boston Quackie
- 1957 : What's Opera, Doc?
- 1957 : Tabasco Road
- 1957 : Birds Anonymous
- 1957 : Ducking the Devil
- 1957 : Bugsy and Mugsy
- 1957 : Zoom and Bored
- 1957 : Greedy for Tweety
- 1957 : Touché and Go
- 1957 : Mouse-Taken Identity
- 1957 : Gonzales' Tamales
- 1958 : Don't Axe Me
- 1958 : Tortilla Flaps
- 1958 : Hare-Less Wolf
- 1958 : A Pizza Tweety-Pie
- 1958 : Robin Hood Daffy
- 1958 : Whoa, Be-Gone!
- 1958 : A Waggily Tale
- 1958 : Feather Bluster
- 1958 : Now, Hare This
- 1958 : Dog Tales
- 1958 : Knighty Knight Bugs
- 1958 : Cat Feud
- 1959 : Mouse-Placed Kitten
- 1959 : China Jones
- 1959 : Trick or Tweet
- 1959 : Dans la peau d'une souris (The Mouse That Jack Built) de Robert McKimson
- 1959 : Le Singe d'une nuit d'été (Apes of Wrath) de Friz Freleng
- 1959 : Roule ma poule (Hot-Rod and Reel!) de Chuck Jones
- 1959 : Lui ou moi (A Mutt in a Rut) de Robert McKimson
- 1959 : Un trou perdu (Backwoods Bunny) de Robert McKimson
- 1959 : Really Scent
- 1959 : Les Deux Idiots de Mexicali (Mexicali Shmoes) de Friz Freleng
- 1959 : Tweet and Lovely
- 1959 : Wild and Woolly Hare
- 1959 : Cat's Paw
- 1959 : Here Today, Gone Tamale
- 1959 : Bonanza Bunny
- 1959 : A Broken Leghorn
- 1959 : Wild About Hurry
- 1959 : Unnatural History
- 1959 : Tweet Dreams
- 1959 : People Are Bunny
- 1960 : Fastest with the Mostest
- 1960 : West of the Pesos
- 1960 : Wild Wild World
- 1960 : Goldimouse and the Three Cats
- 1960 : Person to Bunny
- 1960 : Who Scent You?
- 1960 : Hyde and Go Tweet
- 1960 : Rabbit's Feat
- 1960 : Crockett-Doodle-Do
- 1960 : Mouse and Garden
- 1960 : Ready, Woolen and Able
- 1960 : Mice Follies
- 1960 : From Hare To Heir
- 1960 : The Dixie Fryer de Robert McKimson
- 1960 : Hopalong Casualty
- 1960 : The Bugs Bunny Show (série TV)
- 1960 : Trip for Tat
- 1960 : Dog Gone People
- 1960 : High Note
- 1960 : Lighter Than Hare
- 1961 : Cannery Woe
- 1961 : Zip 'N Snort
- 1961 : Hoppy Daze
- 1961 : The Mouse on 57th Street
- 1961 : Strangled Eggs
- 1961 : Birds of a Father
- 1961 : D' Fightin' Ones
- 1961 : The Abominable Snow Rabbit
- 1961 : Lickety-Splat
- 1961 : A Scent of the Matterhorn
- 1961 : The Rebel Without Claws
- 1961 : Guerre de voisinage (Compressed Hare)
- 1961 : The Pied Piper of Guadalupe
- 1961 : Daffy's Inn Trouble
- 1961 : What's My Lion?
- 1961 : Beep Prepared
- 1961 : The Last Hungry Cat
- 1961 : Nelly's Folly
- 1962 : A Sheep in the Deep
- 1962 : Wet Hare
- 1962 : Fish and Slips
- 1962 : Quackodile Tears
- 1962 : Crow's Feat
- 1962 : Mexican Boarders
- 1962 : Bill of Hare
- 1962 : Zoom at the Top
- 1962 : The Slick Chick
- 1962 : Louvre Come Back to Me!
- 1962 : Honey's Money
- 1962 : Titi à réaction
- 1962 : Mother Was a Rooster
- 1964 : Señorella and the Glass Huarache
- 1965 : Zip Zip Hooray!
- 1965 : Roadrunner a Go-Go
- 1966 : The Road Runner Show (série TV)
- 1968 : The Bugs Bunny/Road Runner Hour (série TV)
- 1976 : The Sylvester & Tweety Show (série TV)
- 1979 : Bugs Bunny et Road Runner le film (The Great American Chase)
- 1981 : Le Monde fou, fou, fou de Bugs Bunny (The Looney, Looney, Looney Bugs Bunny Movie)
- 1982 : Les 1001 contes de Bugs Bunny (Bugs Bunny's 3 rd Movie: 1001 Rabbit Tales)
- 1983 : L'Île fantastique de Daffy Duck (Daffy Duck's Movie: Fantastic Island)
- 1985 : The Bugs Bunny/Looney Tunes Comedy Hour (série TV)
- 1986 : The Bugs Bunny and Tweety Show (série TV)
- 1987 : The Duxorcist
- 1988 : Daffy Duck's Quackbusters
- 1990 : Merrie Melodies: Starring Bugs Bunny and Friends (série TV)
- 1992 : Invasion of the Bunny Snatchers
- 1992 : Bugs Bunny's Creature Features (TV)
- 1995 : That's Warner Bros.! (série TV)
- 1996 : The Bugs n' Daffy Show (série TV)
- 2003 : Behind the Tunes - Southern Pride Chicken (vidéo)
- 2003 : Behind the Tunes - Putty Problems and Canary Rows (vidéo)